# Poros (album)
Poros is het enige muziekalbum dat de violist Dominique Pifarély onder eigen naam maakte voor het label ECM Records. Het album bestaat uit een combinatie van gecomponeerde jazz en vrije improvisatie.

## Musici
- Dominique Pifarély – viool;
- François Couturier – piano.

## Composities
1. Trois images (4:18)
2. Poros (12:03)
3. Labyrintus (4:17)
4. La nuit ravie (7:37)
5. Retours (5:32)
6. Warm canto (7;06)
7. Vertigo (6:51)
8. Images 4,2,3 (3:29)
9. Gala (5:48)

Het album is opgenomen in de Festeburgkirche te Frankfurt am Main.

## Titel
Poros (Oudgrieks πόρος) is een begrip uit het Oudgrieks waar het tegenover hodos (Oudgrieks ὁδός) staat. In de oud-Griekse filosofie was hodos 'de weg die men al kent'. Poros is 'de weg over onbekend terrein waar nog geen pad gebaand is'.